# Isaac Nogués
Isaac Nogués González (Badalona, 10 de febrero de 2004) es un baloncestista español que pertenece a la plantilla del Valencia Basket de la liga ACB española. Con 1,95 metros de estatura, juega en la posición de escolta.

## Trayectoria deportiva
Es un jugador formado en las categorías inferiores del Club Joventut Badalona. 
Desde la temporada 2020-21 hasta la 2022-23, alternaría participaciones en el filial de Liga EBA y el equipo júnior de la "Penya" mejorando cada año exponencialmente sus números en Liga EBA.
El 30 de junio de 2023, el escolta es cedido al Club Baloncesto Peñas Huesca de Liga LEB Plata para disputar la temporada 2023-24.Isaac firmó 15,2 de valoración por partido en su primera temporada en LEB Plata.
En verano de 2024 fue elegido en la cuarta posición del draft internacional de la NBA G League, seleccionado por Rip City Remix, equipo filial de Portland Trail Blazers.
Se presentó al draft de la NBA de 2025 pero no fue elegido. Disputó la NBA Summer League 2025 con Sacramento Kings. El 15 de agosto firma por dos temporadas con el Valencia Basket de la liga ACB española.

### Selección nacional
Es internacional con las categorías inferiores de la selección de baloncesto de España. El 2 de julio de 2023 ganó el oro en el Mundial Sub-19 celebrado en Debrecen (Hungría).